# خانه نهنگی
خانه نهنگی مربوط به دوره قاجار است و در شهرستان اصفهان در تودشک، محله تودشک چویه، مرکز محله واقع شده و این اثر در تاریخ ۱۱ مرداد ۱۳۸۴ با شمارهٔ ثبت ۱۲۳۱۳ به‌عنوان یکی از آثار ملی ایران به ثبت رسیده است.